# Lethades facialis
Lethades facialis là một loài tò vò trong họ Ichneumonidae.